# الاحتجاجات السودانية أواخر 2019

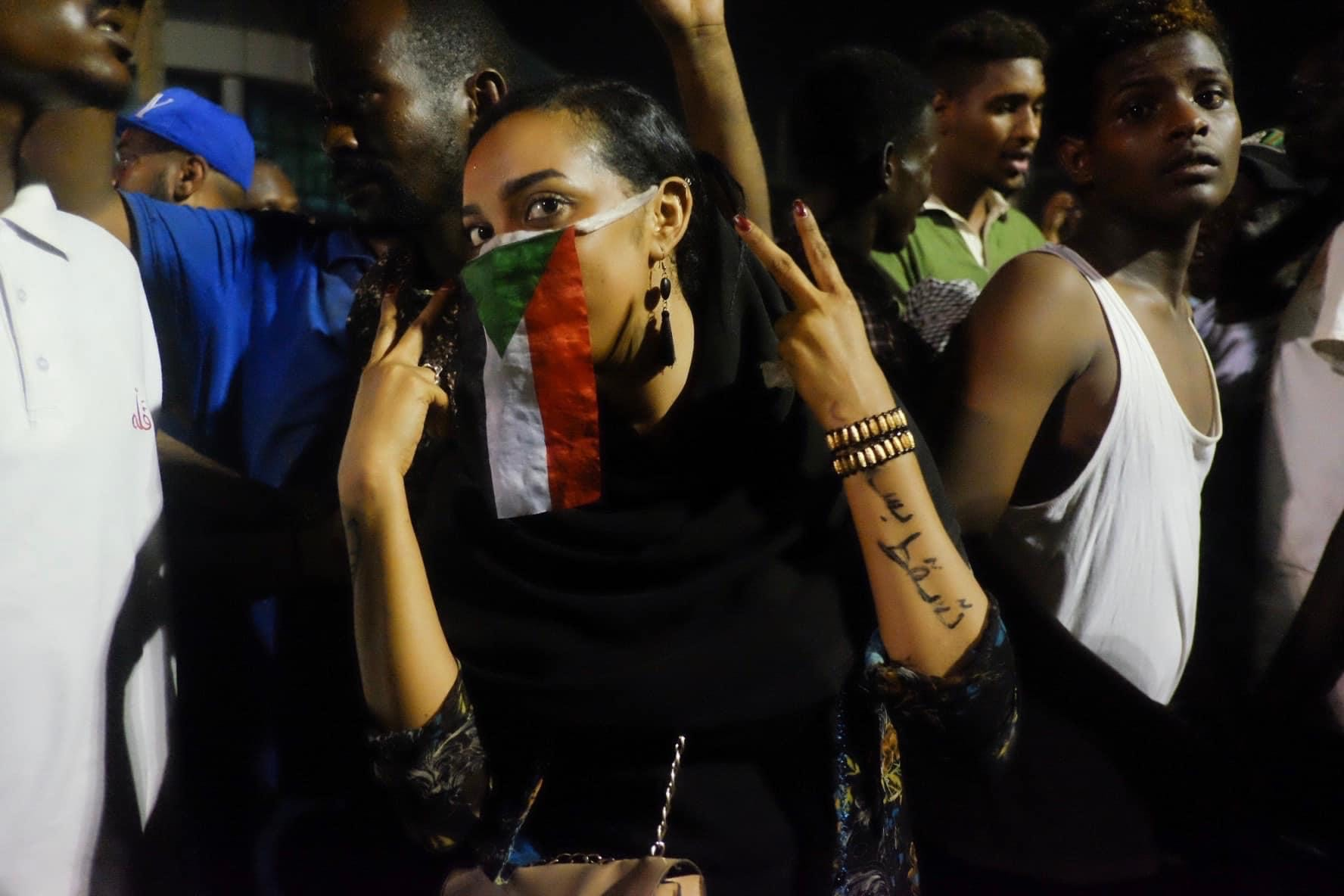
كنداكه

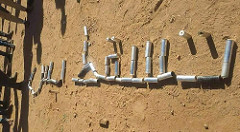
شعار الثورة بالغاز المسيل للدموع

الاحتجاجات السودانية أواخر 2019 هي احتجاجات بدأت في شوارع السودان في منتصف سبتمبر 2019 خلال فترة انتقال السودان إلى الديمقراطية لعام 2019،
نشبت الاحتجاجات حول عدد من القضايا تضمنت المطالبة بتعيين مسؤولين قضائيين جدد، وضمان العدالة للمدنيين الذين قُتلوا من قبل قوات الدعم السريع السودانية خلال الاحتجاجات التي استمرت عدة أشهر قبل وبعد انهيار النظام السابق، التحقيق حول الآثار السامة للسيانيد والزئبق من تعدين الذهب في الولاية الشمالية وجنوب كردفان، الاحتجاج ضد حاكم ولاية القضارف وضد المحاكمات الصورية لمنسقي جمعية المهنيين السودانيين، وإقالة المسؤولين الحكوميين السابقين من مناصبهم في ولاية البحر الأحمر والنيل الأبيض وولاية جنوب دارفور.
جاءت الاحتجاجات تكملة للثورة السودانية والعصيان المدني لنقل السلطة التنفيذية في أوائل سبتمبر 2019 إلى مجلس السيادة السوداني، ورئيس الوزراء المدني عبد الله حمدوك ومجلس وزرائه.
وصف حمدوك الفترة الانتقالية التي مدتها 39 شهرًا بأنها محددة بأهداف الثورة.